# Židovská sekce KSSS

Znak KSSS

Jevsekcija (rusky евсекция  v jidiš יעווסעקציע) bylo židovské oddělení Komunistické strany Sovětského svazu. Tyto sekce byly založeny na konci roku 1918 s Leninovým souhlasem. Cílem těchto oddělení bylo „prosazení myšlenky komunistické revoluce u židovských mas.

## Poslání
Proklamovaným posláním těchto sekcí bylo zničení tradičního židovského způsobu života, sionistického hnutí, a židovské kultury. Existovala snaha přitáhnout židovské dělníky do revolučních organizací. Předseda Židovské sekce Semjon Dimanštejn na první konferenci v říjnu 1918 vyzdvihl, že, "za říjnové revoluce židovské dělnictvo zůstávalo zcela pasivní... a velká část z nich byla dokonce proti revoluci. Revoluce nezasáhla židovské domovy. Vše zůstalo zcela jako dřív".